# Editoriale Cosmo
Editoriale Cosmo ist 2012 in Reggio nell’Emilia gegründeter Comicverlag, der sich auf die Herausgabe von Abenteuercomics spezialisiert hat. 2017 wurde der Verlag Nona Arte hinzugekauft, der seitdem eine eigene Marke im Programm darstellt.

## Comicserien (Auswahl)
- Red Sonja
- El Mercenario
- Jeremiah
- Steve Canyon
- Druuna
- Durango
- Phantom
- Rip Kirby
- Flash Gordon
- Judge Dredd
- The Spirit
- Dick Tracy
- Terry und die Piraten
- Torpedo